# Paul Heermann

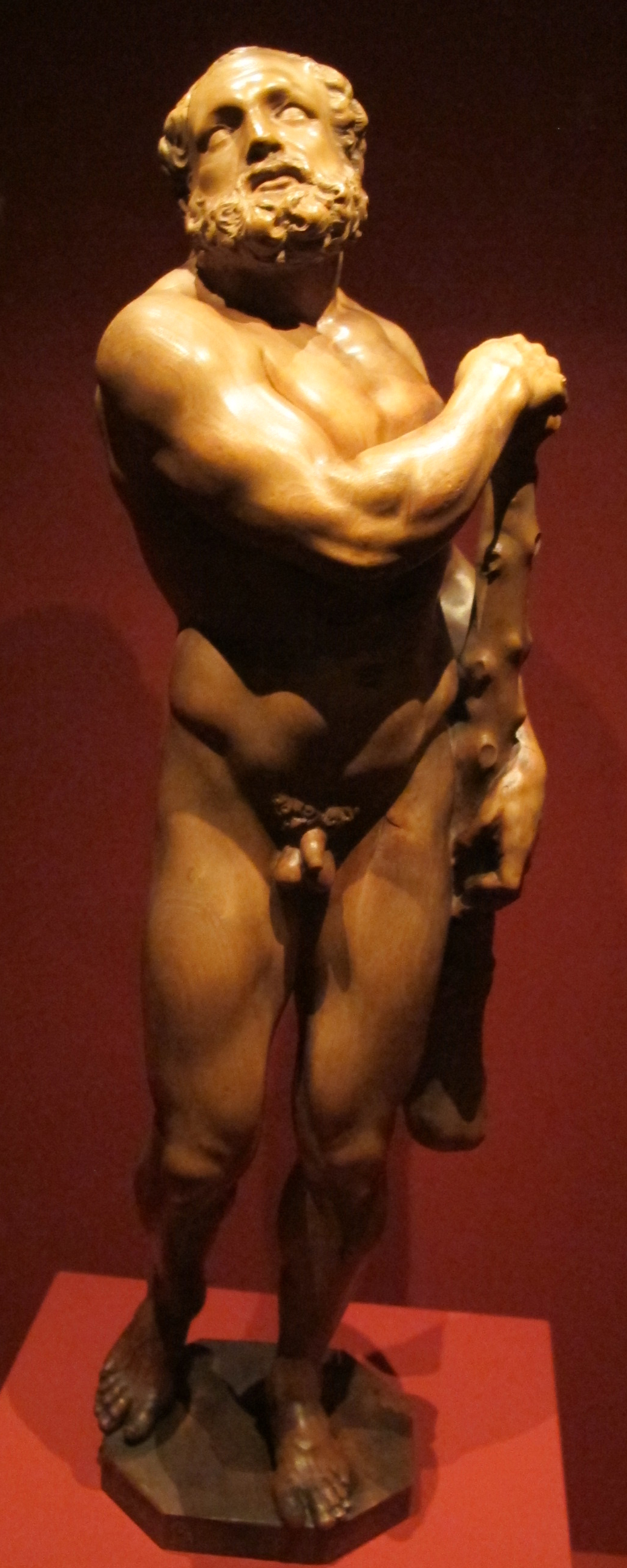
Herkules (1700)

Paul Heermann (getauft 23. Januar 1673 in Weigmannsdorf im Erzgebirge; † 22. Juli 1732 in Dresden) war ein deutscher Bildhauer des Barock, der ab etwa 1705 eine eigene Werkstatt in der Residenzstadt Dresden führte. Gegen Ende seines Lebens wurde er dort zum Hofbildhauer ernannt.

## Leben
Paul Heermann begann im Alter von zwölf Jahren eine Lehre bei seinem Onkel, dem in Dresden ansässigen Bildhauer George Heermann. Ab dem Jahr 1685 arbeiteten beide für das Schloss Troja bei Prag. Zusammen führten sie die Treppe mit dem Figurenschmuck aus. Zwischen 1693 und 1700 war Paul Heermann auf Wanderschaft. Er gelangte – wahrscheinlich durch die Unterstützung des sächsischen Hofes – nach Italien, wo er unter anderem in Rom die aktuelle Plastik studieren konnte. Um 1700 war er wieder für Schloss Troja tätig, indem er den Auftrag seines verstorbenen Onkels zu Ende führte.
Im Jahr 1705 hat Heermann in Dresden geheiratet und ließ sich in der Neustadt nieder, wo er eine eigene Werkstatt einrichtete. Er dürfte in der Folge auch als Bildhauer unter der Leitung von Balthasar Permoser am Zwinger in Dresden gearbeitet haben, wo ihm auf stilkritische Weise verschiedene Plastiken zugeschrieben werden. Im Jahr 1732 wurde er kurz vor seinem Tod offiziell zum Hofbildhauer am sächsischen Hof ernannt. Er arbeitete auch als Holzbildhauer und Restaurator der Antiken.

## Werke (Auswahl)
Paul Heermann hat nur wenige Werke signiert, und es gibt kaum zeitgenössische Dokumente, mit deren Hilfe sich weitere Arbeiten zuschreiben lassen. Die meisten Zuschreibungen beruhen deshalb auf stilkritischen Überlegungen, von denen jene durch Sigfried Asche 1970 die Grundlage gelegt haben, die anlässlich der jüngsten Ausstellung in Dresden 2022/23 nach dem aktuellen Kenntnisstand diskutiert und kommentiert wurden.
in Rom geschaffene Arbeiten
- 1700: Herkules, datiert und signiert (GRASSI Museum Leipzig)

Werke am Schloss Troja in Prag für Wenzel Adalbert Graf von Sternberg († 1708)
- um 1700: Ceres (Demeter) und Diana (Artemis)
- 1703: Sandsteinfiguren Herkules (Herakles), Vulcan (Hephaistos) - sign. „P. Heermann fecit“, Mars (Ares), Neptun (Poseidon), Saturn (Hades), Apollon, Merkur (Hermes) und Prometheus (Okeanus) für die Freitreppe am Schloss
- 1700–1708: Gruppe von zwölf Büsten zur Personifizierung der Erdteile, der Elemente und der Tageszeiten: Afrika, Amerika, Asien und Europa; Erde, Feuer, Luft und Wasser; Morgen, Mittag, Abend und Nacht

Werke in Dresden

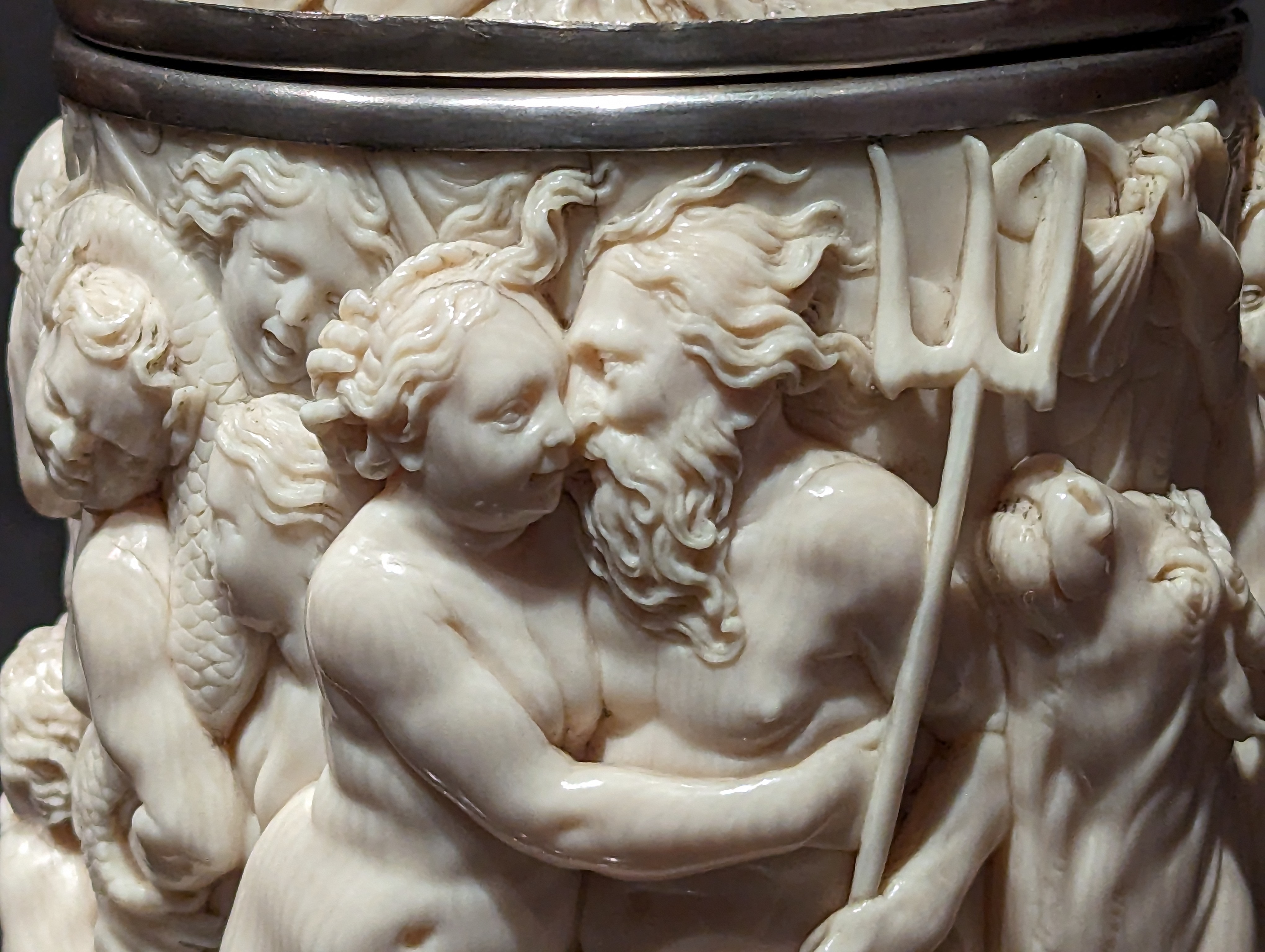
Deckelbüchse mit Triumphzug von Neptun und Amphitrite (Dresden, um 1705–1708) (Grünes Gewölbe Inv.Nr. II 28)

- um 1705–1708: Deckelbüchse mit Triumphzug von Neptun und Amphitrite (Elfenbein mit Montierung, ab 1724 im Grünen Gewölbe nachweisbar, Inv.-Nr. II 28)
- um 1710?: Elfenbeinhumpen in der Ermitage in St. Petersburg mit vergleichbarem Relief wie die Deckelbüchse

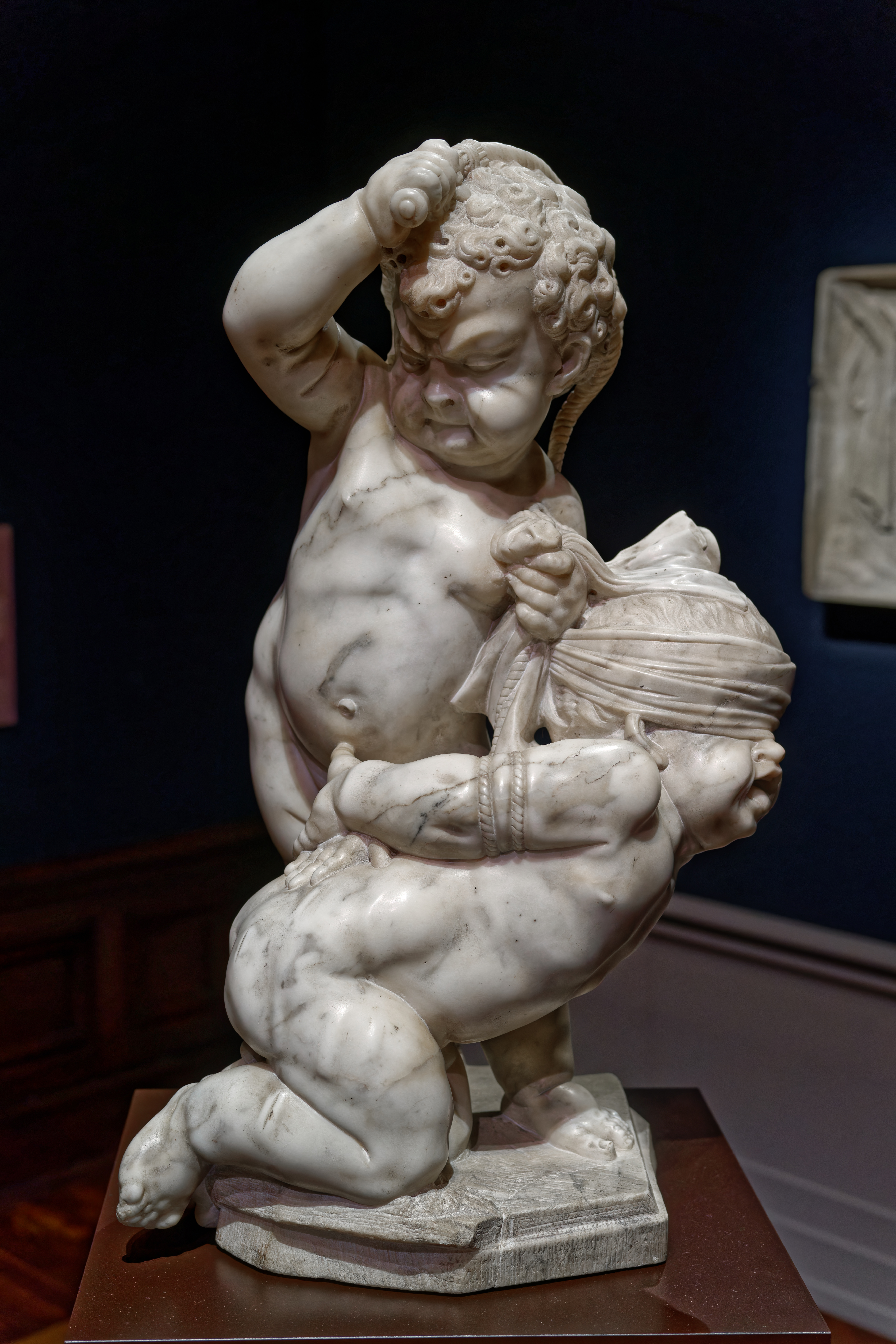
Puttenpaar: Rauferei und Züchtigung (1712), Marmor

- 1712: Zyklus von vier Puttenpaaren aus Marmor, ehemals in der Leipziger Sammlung Richter
- 1712: Acht Medaillons am Palais de Saxe und vier Büsten römischer Kaiser am Palais Beichlingen (British Hotel)
- nach 1715: Skulpturengruppe „Saturn und Ops“ - Neuerwerbung 2022[3][4]
- um 1720: Marmorbüsten der Jahreszeiten in der Skulpturensammlung der SKD[5]
- um 1725: Zwei Antikenkopien vor dem Palais im Großen Garten (Seleinos und Telephos sowie Bacchos und Dionysos). Diese Werke werden 2022 nicht mehr Heermann zugeschrieben.
- vor 1732: Prunkschach mit Schachfiguren aus Elfenbein, Ebenholz, Schildpatt und Silber im Neuen Grünen Gewölbe (Neuerwerbung 2023, P. Heermann zugeschrieben)[6]

zugeschriebene Werke am Zwinger in Dresden
- 1717: Vierteilige Figurengruppe des Urteils des Paris in der Dachzone des Wallpavillons. Stilkritisch werden Heermann die Statuen des Paris und der Minerva (Pallas Athene) (Original als Torso im Depot der Staatlichen Kunstsammlungen) zugeschrieben (Katalog 2022). Heute sind die Figuren am Bau Kopien. Die Originale der Göttinnen Venus und Juno (Hera) stammten nach aktueller Auffassung nicht von Heermann (Katalog 2022). Heute Kopien

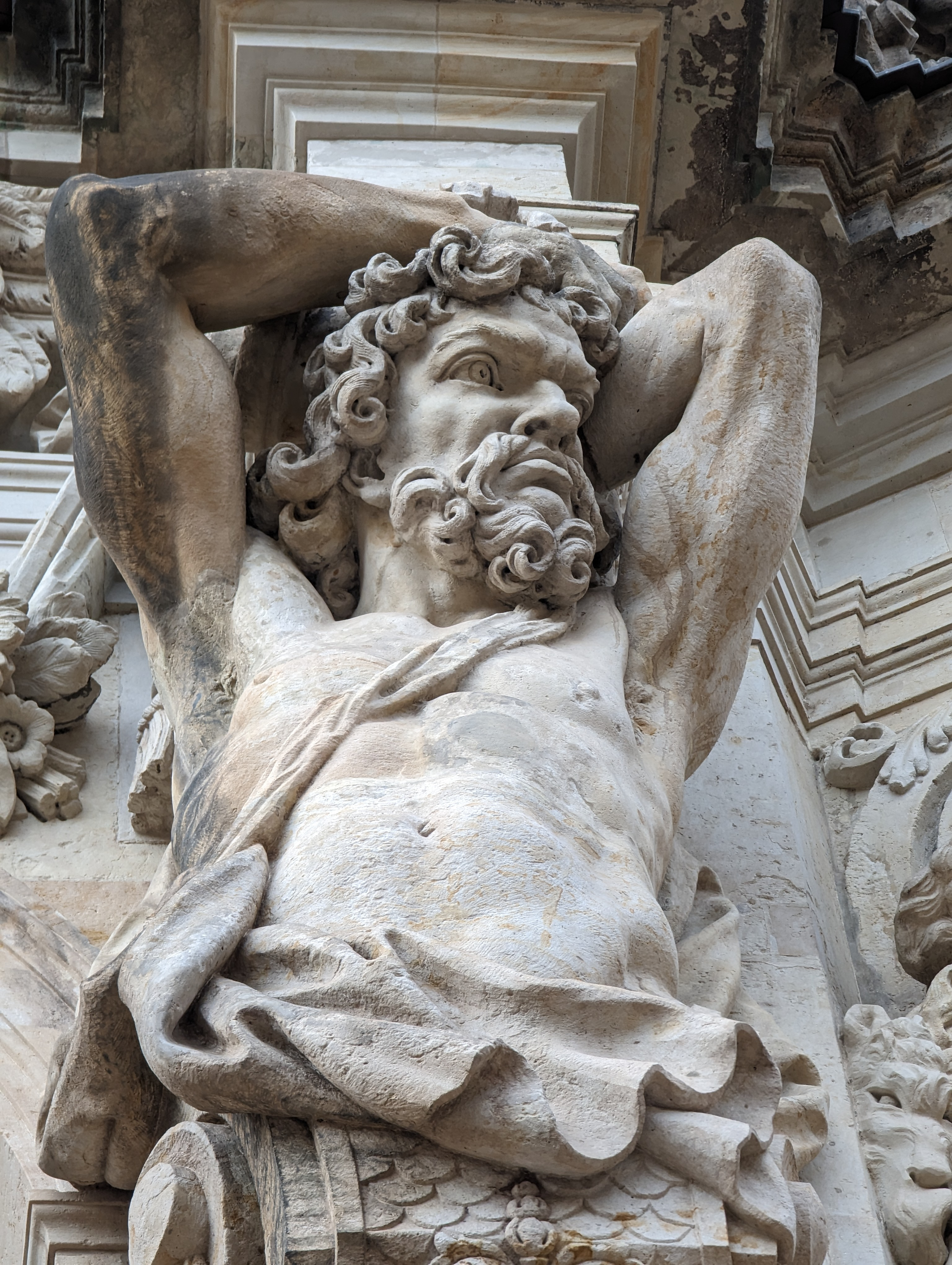
Herme (Kopie) am Zwinger in Dresden (zugeschrieben) (um 1718)

- 1718: Nördliches Hermenpaar und nördliche Einzelherme (heute Kopien) in der Erdgeschosszone des Wallpavillons (nach Katalog 2022)
- 1716: Schalmeienbläser am Kronentor. Heute veränderte Kopie. Original als Torso im Depot der Staatlichen Kunstsammlungen.
- 1720: Statue eines Gelehrten am Mathematisch-Physikalische Salon. Diese Arbeit wird im Ausstellungskatalog 2022 als Werk Heermanns in Zweifel gezogen.

Weitere Werke
- 1703: Großes Epitaph des Maximilian von Schellendorf in der Hauptkirche Königsbrück
- 1714: Altar der Stadtkirche St. Wenzel in Lommatzsch
- vor 1718: Marmorbüste August des Starken[7]
- 1720–1725: Venus und Amor und Apollon am Fasanenschlösschen in Moritzburg
- 1721–1724: Altar der Thomaskirche in Leipzig (Mitarbeit am Bornschen Altar)

## Ausstellungen
- Triumph des sächsischen Barock: der Bildhauer Paul Heermann. Gemäldegalerie Alte Meister Dresden, 16. Dezember 2022 bis 16. April 2023.[8]